# Geltenwilenstrasse 2

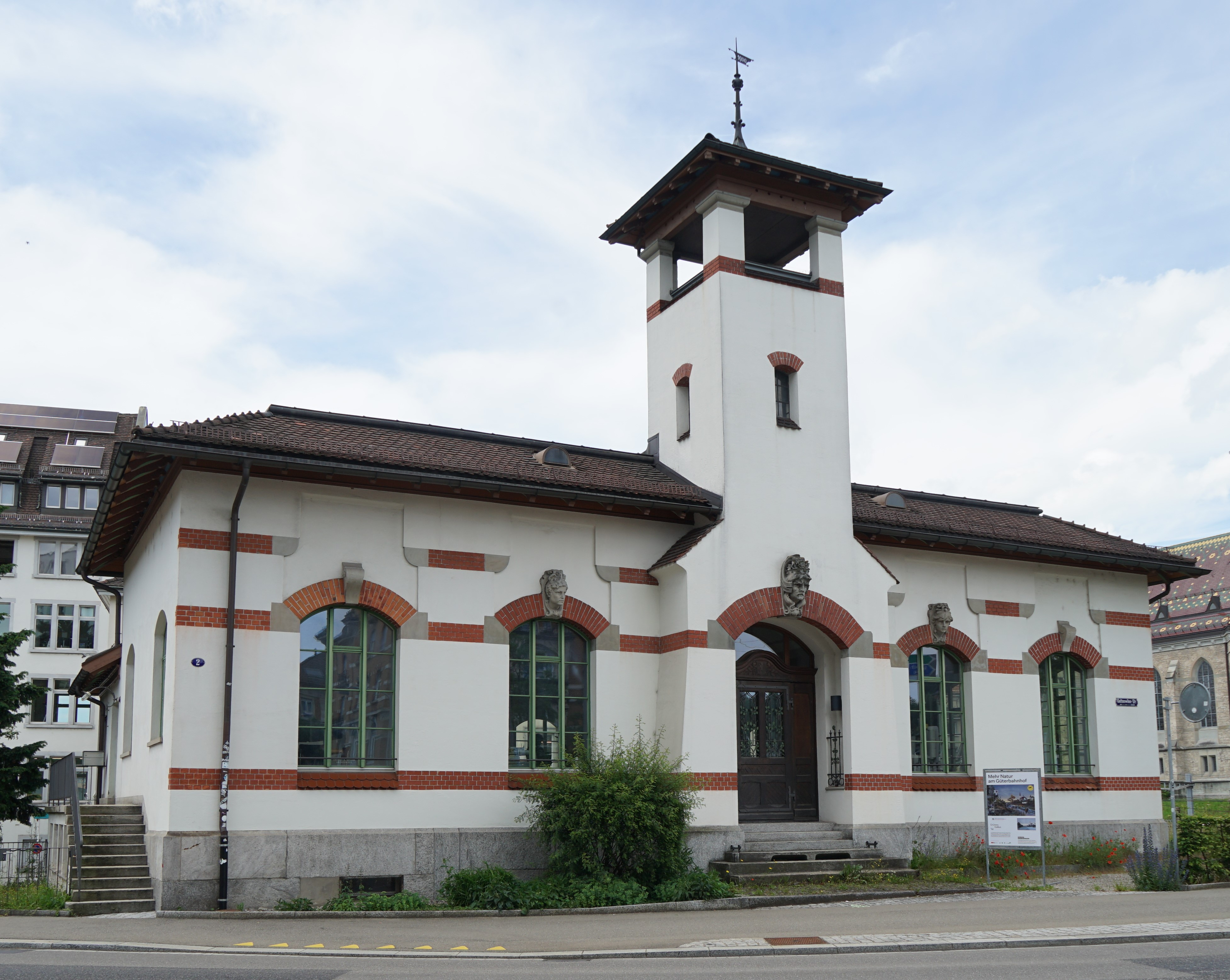
Front zur Vadianstrasse, 2024

Das Geltenwilenstrasse 2 im Quartier Riethüsli der Schweizer Stadt St. Gallen ist eine denkmalgeschützte, ehemalige Unterstation. Sie wurde 1900 im Dekor des Jugendstils von Baudirektor Kilchmann entworfen.

## Lage
Das Gebäude steht an der Geltenwilenstrasse 2, in der Fluchtlinie der Vadianstrasse. Am Ende der St. Leonhardsbrücke bildet es auch einen «kleinen baulichen Brückenkopf» gegenüber der St. Leonhardskirche und deren benachbarten «Wohnschlössern». Ebenfalls denkmalgeschützt sind das Lagerhaus sowie die gegenüberliegenden Wohnbauten am Ende der Vadianstrasse.

## Geschichte
Das Elektrizitätswerk St. Gallen bezog Energie vom Kubelwerk in der Wägenwaldstrasse. Zu ihrer Verwertung war eine Unterstation erforderlich, die Baudirektor Leonhard Kilchmann 1900 für die Gemeinde St. Gallen entwarf. Kilchmann (1852–1925) war von 1889 bis 1900 Baudirektor und zudem Gemeinde- und Stadtrat. Das Gebäude wurde 1901 fertiggestellt und 2006 umfassend renoviert. Nutzer ist ein Architekturbüro.
Das Bauwerk wurde «aufgrund seiner architektonischen Qualität und wichtigen städtebaulichen Position» in das «Inventar der schützenswerten Bauten» der Stadt aufgenommen. Zudem sei es ein «gut erhaltener Zeuge der industriellen Entwicklung» der Stadt.

## Beschreibung
Der verputzte Walmdachbau ist zur Vadianstrasse orientiert und hat einen zentralen Turm über dem Eingangsbereich. Aus seinen Öffnungen wurden früher die Stromleitungen geführt. Das Bauwerk hat einen längsrechteckigen Grundriss und fünf Achsen. Zum Bauschmuck gehören Fensterstürze und dekorative Bänder aus rotem Ziegelstein sowie drei Frauenköpfe, die unter anderem die Elektrizität personifizieren. Gitter, Eingangstüre und einzelne Leuchten zeigen Dekore des Jugendstils. Die grossen Fenster haben die Schlichtheit eines Industriebaus. Von der Typologie steht die Unterstation zwischen florentinischem Landhaus und Fabrikbau. Sie weist trotz der umfassenden Renovation «einen Grossteil an Originalsubstanz» auf.

## Belege
1. 1 2 3 4  Denkmalpflege der Stadt St. Gallen: Geltenwilenstrasse 2. In: Bauinventar online; abgerufen am 6. Juni 2024.

Koordinaten: 47° 25′ 11,7″ N, 9° 21′ 58,3″ O; CH1903: 745442 / 253911